# Basílica Majorum
La basílica Majorum, también conocida como «de Mcfida», es una basílica cristiana tunecina en ruinas apartada del sitio arqueológico de Cartago.
El sitio, que ha dado lugar a muchas inscripciones cristianas, incluida la de los mártires que menciona a las santas Perpetua y Felicidad, está ahora abandonado debido al pésimo estado de conservación de los restos y a su alejamiento de los demás vestigios de la ciudad.

## Historia
El lugar fue usado como un cementerio pagano ya en el siglo I. Allí se encontró una inscripción que menciona la presencia de los cuerpos de los mártires, cuyos cuerpos sabemos por un texto de Victor de Vita que fueron enterrados en dicha basílica. Agustín de Hipona predicó varios sermones allí.

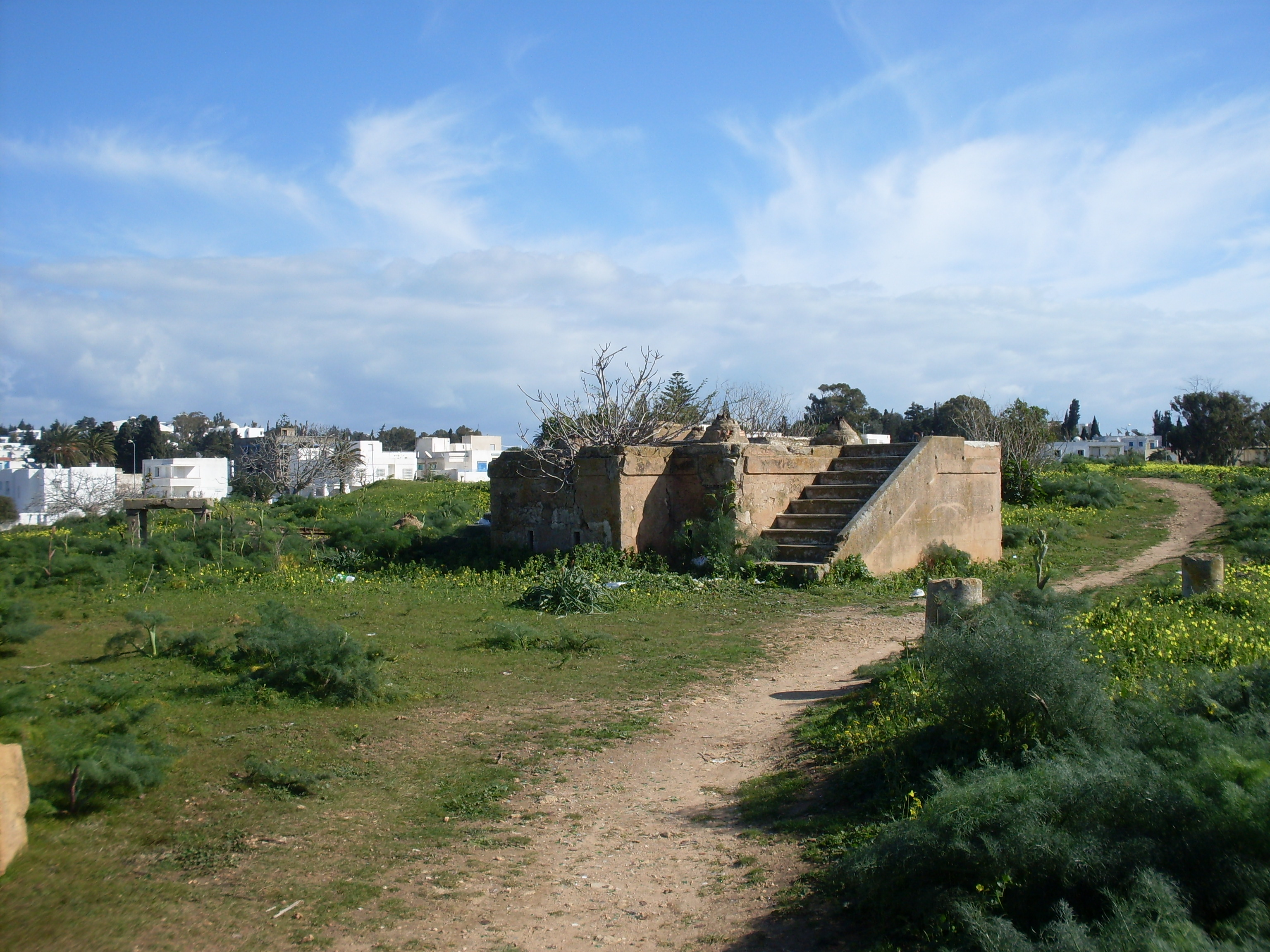
Restos actuales de la Confesión restaurada.

Además, un texto del mismo Victor de Vita nos dice que la iglesia fue requisada por los vándalos y destinada al culto arriano, siendo el edificio devuelto al catolicismo en cierto modo durante el período bizantino.
El abandono de este lugar se comprueba a principios del siglo pasado, debido a la contracción del tejido urbano en su entorno cercano.

### Historia antigua
Los arqueólogos han datado la construcción a principios del siglo IV. El edificio encontrado consistía en siete naves y trece tramos; sufrió algunas alteraciones bajo el dominio bizantino.

### Redescubrimiento del sitio

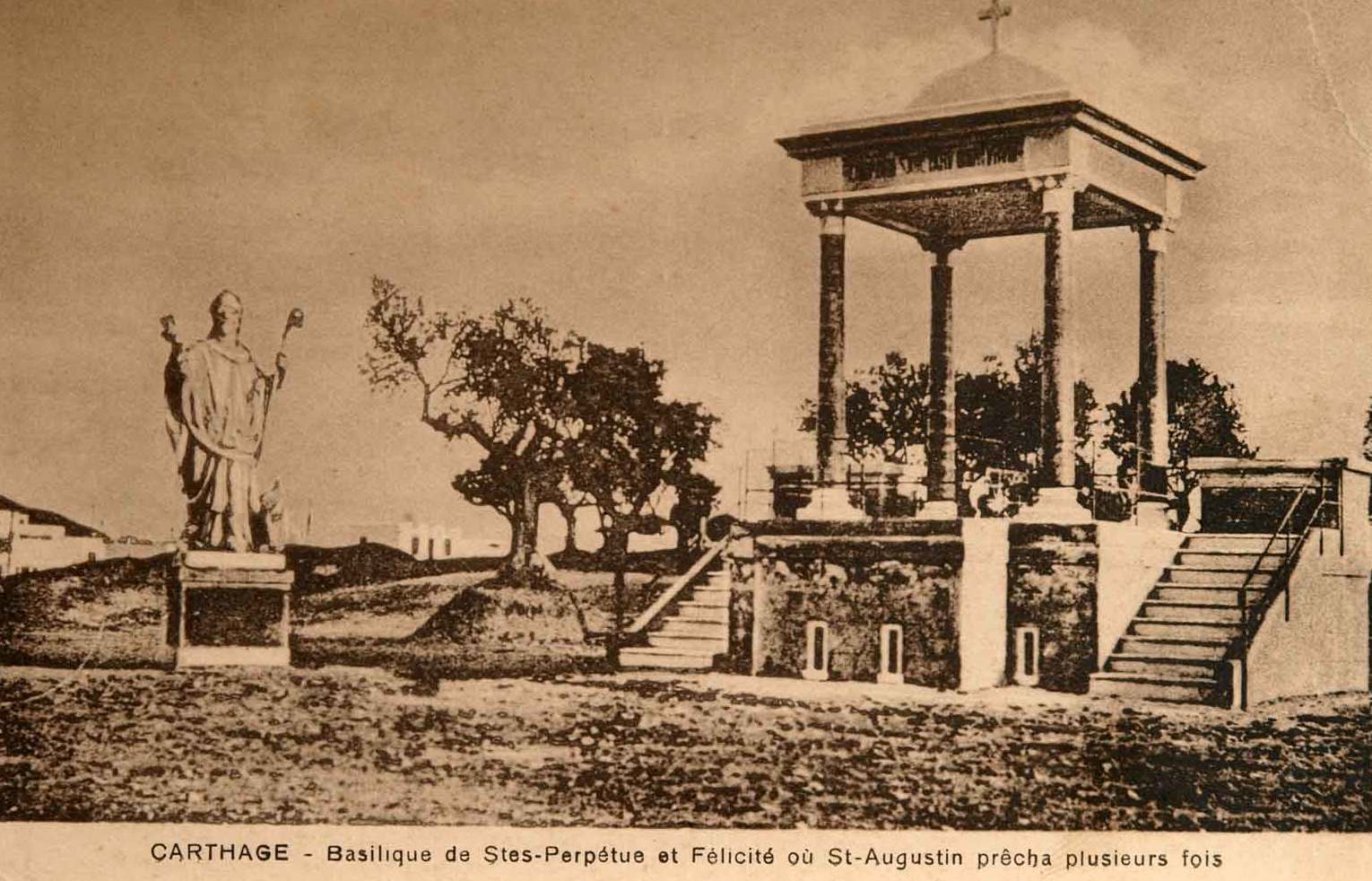
La Confesión restaurada con ocasión del congreso eucarístico de 1930.

Fue excavada entre 1906 y 1908 por el padre Alfred Louis Delattre, cubierta y luego destapado para el congreso eucarístico de 1930.
Está en un estado de conservación muy pobre. El descubrimiento de la inscripción de los mártires permitió identificarla, según un texto de Victor de Vita, con la Basílica Majorum, lugar de depósito de los santos mártires en 203.

## Descripción y restos

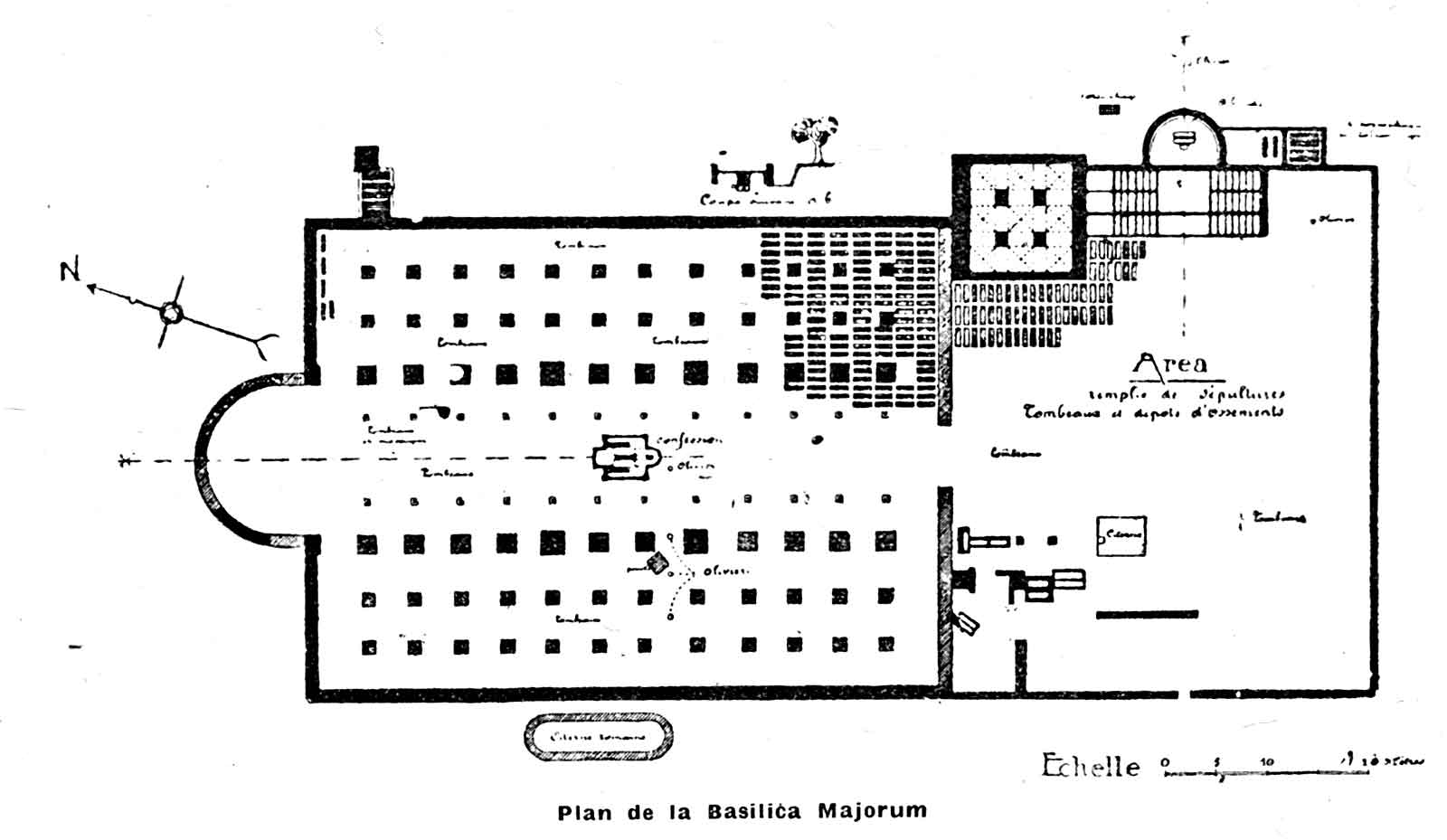
Plano de los restos levantado en 1907 por Delattre.

El complejo era importante: la propia basílica tenía un ábside y tenía siete naves. Un ciborio estaba situado en el centro de la nave central, con un altar sobre una capilla funeraria que había albergado a los mártires.
Cubierto por las excavaciones, ahora solo tiene fustes de columnas y unos pocos muros sobrevivientes poco impresionantes. El padre Delattre ya había constatado su mediocre estado, debido, según él, a la reutilización de materiales en las viviendas vecinas, en particular para La Marsa y Sidi Bou Saïd.
El edificio ya no puede ser estudiado según Noël Duval.
Solo queda la reconstrucción de los años 1930, idéntica a un elemento del sitio, la Confesión de los mártires  con dos escaleras laterales.